# Eliáš Egyptský
Eliáš Egyptský čili Eliáš Divotvorce († 371) byl egyptský křesťanský asketa 4. století. Zemřel ve vysokém stáří, prý mu bylo více než 110 let. Jeho svátek se v pravoslavné církvi slaví 8. ledna či 12. ledna
Podle legendy pobýval 70 let v kamenné jeskyni poblíž města Antinúpolis. Prý jedl po celý život jen jednou týdně. Teprve když dosáhl 100 let, začal večeřet tři kousky chleba a tři olivy. Věřící o něm vyprávěli, že v něm žije duch proroka Elijáše. Prý vykonal nespočet zázraků. Připisuje se mu výrok: „Pokud jde o mě, bojím se tří věcí: chvíle, kdy duše odletí od těla, kdy bude stát před Pánem a kdy budu odsouzen.“